# Vasija mono de obsidiana

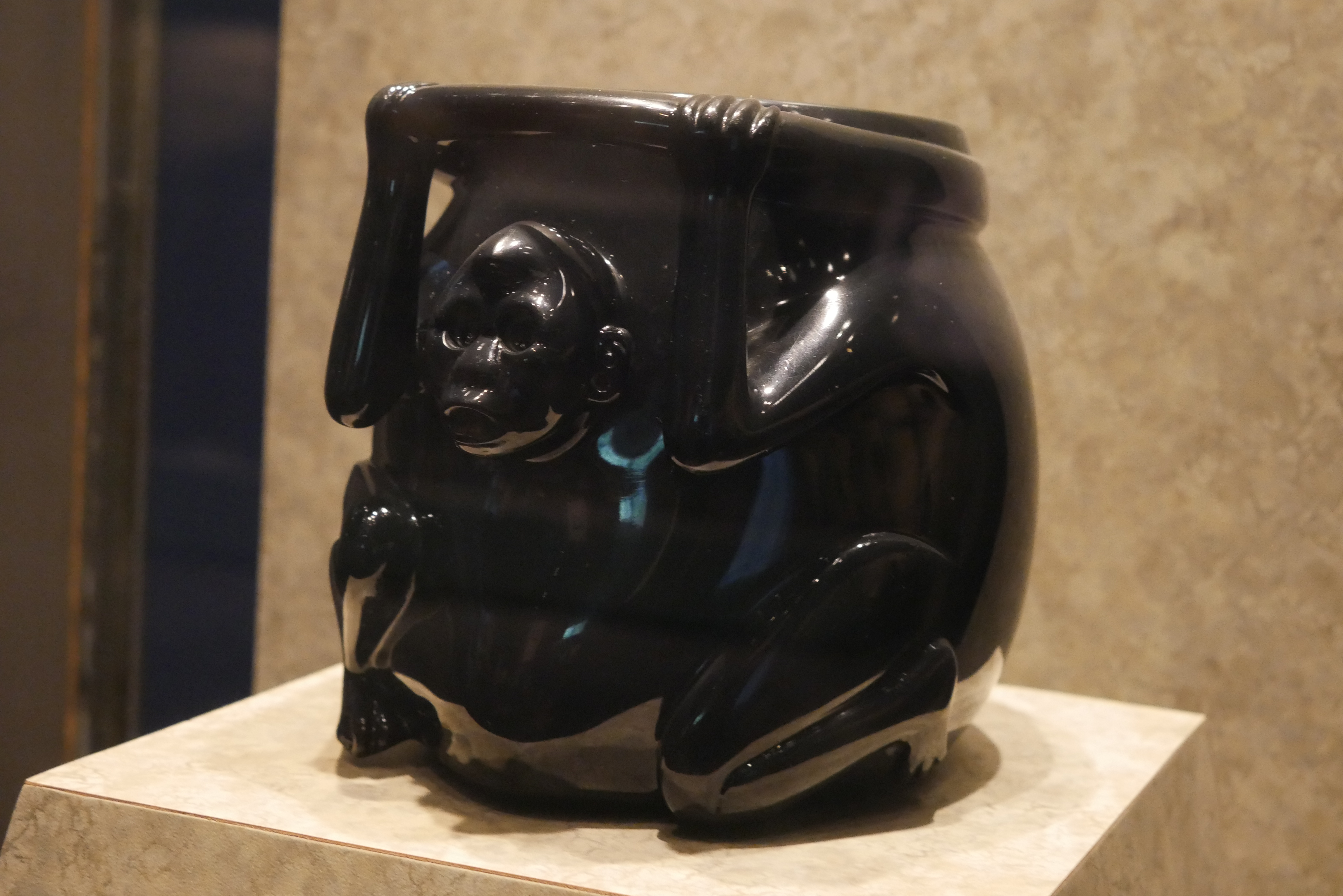
Vasija del monito de obsidiana en la sala mexica del Museo Nacional de Antropología.

La vasija mono de obsidiana, también conocida como vasija del monito de obsidiana, vasija de obsidiana de Texcoco o simplemente mono de obsidiana, es una pieza arqueológica de obsidiana, con forma de mono, que se encuentra en la colección del Museo Nacional de Antropología, específicamente en la sala mexica. Tiene una altura de unos 15 cm, y es ampliamente conocida, tanto por su característica forma, como porque fue parte del botín saqueado en 1985, y que más tarde fue recuperado.
La procedencia de la pieza no es clara, pero se estima que fue creada en Texcoco, y que es parte de la cultura mexica, del periodo posclásico tardío.

## Contexto histórico

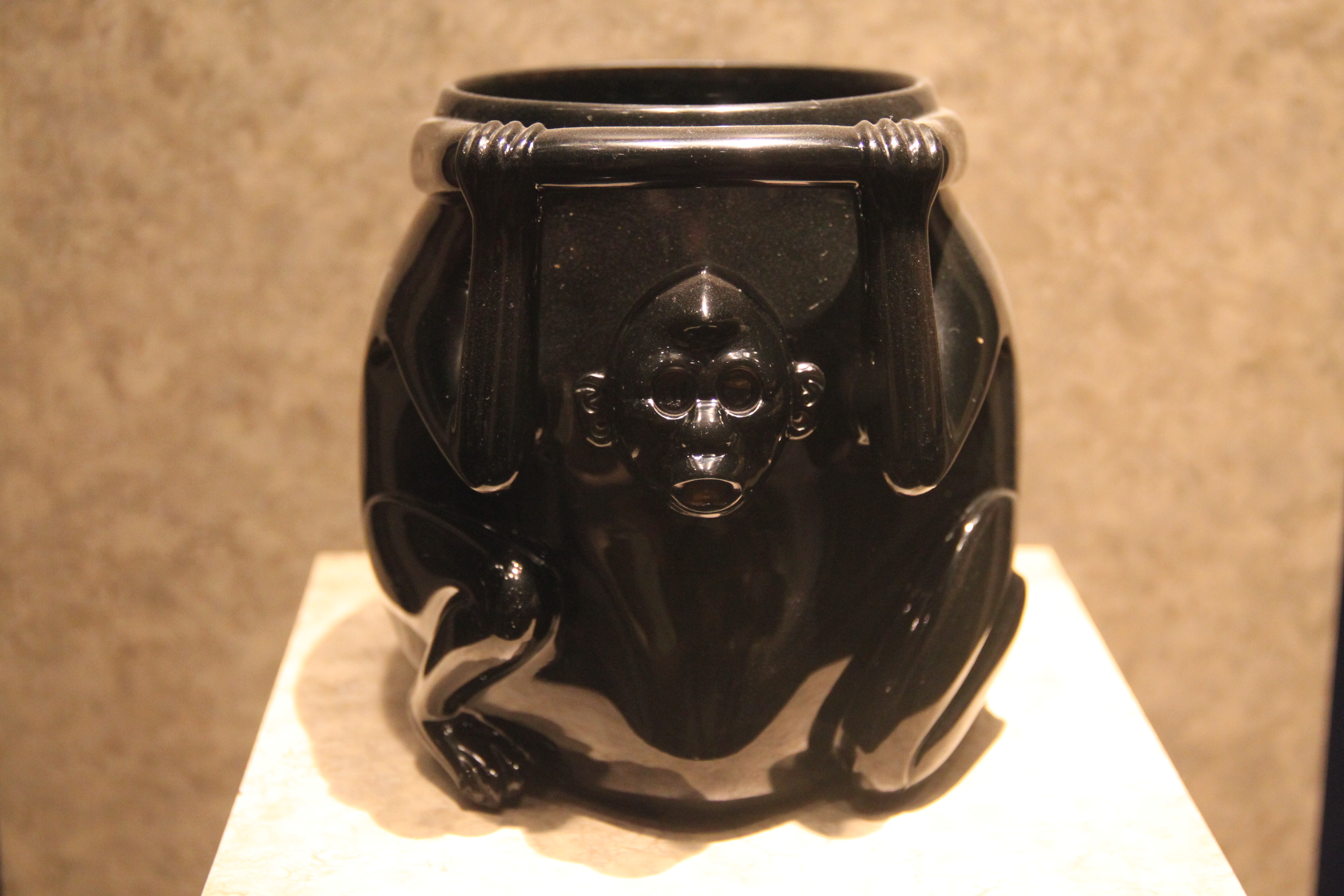
La vasija del monito de obsidiana, expuesta en el Museo Nacional de Antropología.

La pieza procede de Texcoco, y fue extraída en el siglo XIX por algún poblador de la zona.
Existen al menos dos anécdotas sobre la procedencia de la pieza. Una señala que la vasija le fue ofrecida directamente al Museo Nacional, en la década de 1920, a cambio de una talega de maíz.
Otra versión señala que un coleccionista de arte y médico, llamado Rafael Lucio, adquirió la pieza en 1869. La historia narra que recibió la pieza como pago en especie por un servicio médico que realizó a domicilio. Antes la pieza había sido intercambiada por un borrego, según lo que se relata. 
El doctor Lucio vendió la pieza 7 años después a un museo, el 31 de enero de 1876, por la cantidad de 600 pesos.

## Historia
La vasija de obsidiana llegó al Museo Nacional en la década de 1880, y fue descrita por primera vez en 1882, en el Catálogo de las colecciones Histórica y Arqueológica del Museo.
En 1884 se publica "Le Vase en Obsidienne de Tezcoco Au Museé National de Mexico”, de Eugene Boban en la Revue' D'ethnographíe, revista francesa, con tres imágenes. En este artículo Boban se pregunta por la poca atención que habría recibido la vasija, siendo "una de las más asombrosas piezas que se pueda contemplar y que representa, por su magnífica factura y las dificultades superadas, una obra maestra de la lapidaria del Anáhuac."Boban relata en este artículo el origen de la pieza, y coloca a Rafael Lucio, médico y artista, que la recibió como una transacción por parte de un paciente; aunque también señala que se sintió arrepentido, por lo que también le dio un anillo, y vendió a un precio muy bajo la vasija al Museo Nacional.
En 1891 aparece una fotografía de la pieza en la página 71 de un catálogo del Museo Nacional realizado por Wilson W. Blake. La fotografía se encuentra en el National Anthropological Archives del Instituto Smithsoniano.

### Robo de la pieza y recuperación
El 25 de diciembre de 1985, en plena Navidad, la vasija fue sustraída, junto con otro centenar de piezas de tres salas distintas, en el mayor robo registrado en México de patrimonio cultural arqueológico. Este robo fue realizado por Carlos Perches Treviño y Ramón Sardina García.
Este robo fue realizado, en gran parte, por el descuido de las autoridades culturales, que no habían colocado un sistema de seguridad y de alarmas en el Museo Nacional de Antropología; y las piezas tampoco estaban aseguradas ni tenían un número de inventario. El museo sólo contaba con 9 vigilantes en ese momento.
A partir del robo, se realizó una denuncia ante la Procuraduría General de la República, se alertó a la Interpol, y se propuso una recompensa de 50 millones de pesos. En 1989, las autoridades arrestaron a Salvador Gutiérrez 'El Cabo', quien delató a Perches y Sardina; pues estos le habían contado sobre el robo. De esta forma, las autoridades pudieron recuperar las piezas sustraídas cuatro años antes, junto con la vasija del monito de obsidiana.
Se mencionó, durante la ausencia de esta pieza, que tendría un valor de 27 millones de dólares.

### Afirmaciones sobre la falsedad de la pieza
El propio Eugene Boban señaló que había muchos vasos de obsidiana falsos que provenían de San Juan Teotihuacán y que el mismo mono de obsidiana también sería falso. Asimismo, Marc Zender, del Departamento de Antropología de la Universidad Tulane, dijo que 2016, durante una conferencia, que la Vasija del monito de obsidiana era falsa, tomando como referencia el texto Faking Ancient Mesoamerica (2010), en el que el Nancy I. Kelker y Karen O. Bruhns muestran ejemplos de piezas falsas de lapidaria.
Sin embargo, en 2014, el arqueólogo Emiliano Ricardo Melgar, que es un estudioso de las gemas, realizó estudios directamente en la pieza, en la que no encontró marcas de tecnologías recientes, solamente la abración de otras piezas, lo cual condujo a la autenticación de la pieza.

## Descripción
La mediateca del INAH la describe como: "vasija zoomorfa de cuerpo curvo convergente, base recta, fondo recto, boca circular, borde redondeado. Tiene tallado un mono con las 4 extremidades, simulando con las superiores estar cargando la vasija."
Tiene forma de vaso, con una altura de 14 cm, ancho de 14.9 cm y profundidad de 17.3 cm. Su peso es de unos 1976 gramos.
Estudios realizados a partir de microscopía electrónica de barrido y arqueología experimental han determinado que la pieza está elaborada con obsidiana dorada de la Sierra de las Navajas, Estado de Hidalgo. Para su realización se usaron diversos materiales líticos y abrasivos, que son similares a los que se emplearon para realizar diversos objetos prehispánicos de la Cuenca de México. No se han detectado huellas de instrumentos metálicos o eléctricos modernos para su manufactura.

## Usos y significado
Debido a que fue extraída por saqueo, y no se conoce exactamente su procedencia, la pieza está fuera de un contexto cultural.Posiblemente relacionada con el culto a Ehécatl, por la relación simbólica que tenían los monos con el viento.
Eugene Boban, en su artículo "Le Vase en Obsidienne de Tezcoco Au Museé National de Mexico”, señala que la vasija de obsidiana es muy cotidiana de la arqueología mexicana, y que la figura del mono representa a Ozomatli, que a su vez simboliza a Quetzalcóatl.